# Yvonne George
Yvonne George nombre artístico de Yvonne de Knops (Lieja, 1896 – Génova, 22 de abril de 1930) fue una cantante, actriz y feminista belga.

## Trayectoria
Comenzó su carrera en el teatro, donde fue amiga de Jean Cocteau, aunque ella se incursionó más en canciones realistas añejas. 
El director del Olympia de París, Paul Franck la descubrió en un cabaret de Bruselas en los años 1920 y debutó en el Olimpia en 1922 con Nous irons à Valparaiso y Good bye Farewell, y aunque una parte del público no gustó de su actuación, enseguida se granjeó mucho éxito pese a las críticas por su intelectualismo.
Se mudó a un inmueble de Neuilly donde recibió a personalidades de la farándula y en 1924 comenzó un romance con el poeta francés Robert Desnos, al que inspiró el personaje de Barbara de su novela Le vin est tiré . Desnos le escribió varias canciones y con él se adiccionó al opio.
De sus 200 canciones, grabó 21 y se conservan 16, por eso su éxito póstumo no ha sido muy grande.
En el periodo de entreguerras, contrajo la tuberculosis y falleció en una habitación de hotel a los 33 años.

## Discografía
- J'ai pas su y faire – 1925
- C'est pour ça qu'on s'aime – 1925
- Le petit bossu  – 1925
- Je te veux–  1925
- You Know You Belong to Somebody Else – 1926
- Pars  – 1926
- Chanson de marin – 1926
- Toute une histoire – 1926
- La mort du bossu – 1926
- Adieu chers camarades – 1926
- Ô Marseille – 1927
- Chanson de route – 1927
- Si je ne t'avais pas connu – 1928
- Les cloches de Nantes – 1928
- L'autre  – 1928